# Кашан (Булгария)
Кашан (тат. Кашан) — крупный город Волжско-Камской Булгарии, расположен на правом берегу реки Кама, столица Кашанского княжества (булгарского улуса Золотой Орды) в XIII веке.
Разрушен сначала новгородскими ушкуйниками в 1391 году и окончательно — войсками московского князя Василия Дмитриевича в 1399 году.
Археологические останки Кашана (Кашанское I городище) находятся около села Шуран в Лаишевском районе Татарстана.